# Bombardejos atòmics d'Hiroshima i Nagasaki
Els bombardejos atòmics d'Hiroshima i Nagasaki es produïren el 6 (Hiroshima) i el 9 d'agost de 1945 (Nagasaki), efectuats pels Estats Units segons l'ordre del president Harry S. Truman, després que els dirigents japonesos ignoressin la Declaració de Potsdam. Aquests actes de guerra representen els únics bombardejos nuclears fins ara. El bombardeig atòmic va ser precedit per un període de sis mesos d'intens bombardeig estratègic amb bombes convencionals sobre 67 ciutats japoneses. La fi de les hostilitats va ser efectiva sis dies després. La Segona Guerra Mundial va acabar oficialment gairebé un mes més tard amb la signatura de l'acta de capitulació del Japó portada a terme el 2 de setembre de 1945. Aquests són els únics bombardejos nuclears que han tingut lloc en temps de guerra.
El nombre de morts és difícil de precisar i només se n'han pogut fer estimacions. El Departament d'Energia dels Estats Units (DOE) avançà la xifra de 70.000 persones a Hiroshima i de 40.000 persones a Nagasaki que van morir instantàniament. A elles, s'han d'afegir les morts a conseqüència de diversos tipus de càncers i altres patologies. Segons una altra font, les bombes mataren 160.000 persones a Hiroshima i 80.000 a Nagasaki cap al final de 1945, aproximadament la meitat de morts es produïren els dies del bombardeig. Al llarg dels anys següents molts milers de persones més van morir per malalties provocades per l'exposició a la radiació. A les dues ciutats, la majoria dels morts van ser civils.
Les justificacions dels bombardejos han estat tema de nombrosos debats i controvèrsies. Pels qui s'hi oposen, aquests bombardejos, que van matar sobretot civils, van ser inútils i són uns crims de guerra. Mentre, pels partidaris de la decisió, l'acció va servir per escurçar la guerra en molts mesos, ja que provocà la rendició del Japó i, per tant, se salvaren les vides de centenars de milers de soldats americans, així com de civils presoners en el territori que ocupaven els japonesos, conegut com la Gran Àsia oriental.
Els supervivents de les explosions, els hibakusha, han esdevingut el símbol d'una lluita contra la guerra i les armes atòmiques a tot el món, tot i que al seu país natal no sempre han rebut tot el suport que volien per ser el tema dels bombardejos un tema tabú.
En acabar la guerra, el Japó va ser ocupat per forces aliades liderades pels Estats Units amb contribucions d'Austràlia, l'Índia britànica, el Regne Unit i Nova Zelanda; a més, va adoptar els «Tres principis no nuclears», acord que prohibia al Japó tenir armament nuclear.

## Context
Després de la Primera Guerra Mundial no semblava probable un enfrontament entre el Japó, els Estats Units i les nacions colonials europees –potències aliades en el passat–, contra el colonialisme expansionista alemany al Pacífic. No obstant això, l'any 1922 els japonesos es van sentir ofesos per la imposició del Tractat Naval de Washington, que limitava el nombre de vaixells que ells podien posseir, i que assegurava la primacia naval de les flotes nord-americanes i britàniques. A més, el Japó se sentia agreujat pel fet que les potències europees ocupessin uns territoris dins la seva esfera d'influència. En aquest context, el 1937 el Japó va prendre la decisió d'envair la Xina, iniciant un conflicte que duraria 8 anys. El príncep Fumimaro Konoe va ser nomenat Primer Ministre el 1940 i va integrar en el seu gabinet a Hideki Tojo i Yosuke Matsuoka, defensors acèrrims de l'expansió del Japó mitjançant l'ús de la força militar. Cap a la fi d'aquell mateix any, el Japó va signar el Pacte Tripartit amb Alemanya i Itàlia, que alineava el Japó amb les «Potències de l'Eix».
Amb la clara intenció d'establir l'anomenada «Gran Esfera de Coprosperitat de l'Àsia Oriental», el juliol del 1941 Japó va enviar tropes al sud d'Indoxina, territori controlat per França, de manera que els Estats Units va decidir prendre represàlies, en forma d'embargaments comercials i la reducció del subministrament de petroli fins a un 90%. A causa d'aquestes sancions, així com d'altres imposades pels britànics i neerlandesos, el comerç exterior del Japó va disminuir en un 75%.
El 5 de novembre l'emperador Hirohito i el govern japonès van decidir que declararien la guerra als Estats Units si no s'aixecava l'embargament petrolier abans de final de mes. El 7 de desembre la primera flota japonesa va llançar un atac aeri massiu sobre Pearl Harbor, per la qual cosa l'endemà, el 8 de desembre, el Congrés dels Estats Units va declarar la guerra al Japó com a resposta a la sol·licitud del president després del famós discurs:
| «                            | Ahir, 7 de desembre del 1941 -una data que perviurà a la infàmia- els Estats Units d'Amèrica van ser atacats sobtada i deliberadament per les forces aèries i navals de l'Imperi del Japó. | » |
| — Franklin Delano Roosevelt. | |   |

Curiosament, l'atac a Pearl Harbor es va dur a terme tan sols un dia després que el president Roosevelt autoritzés un projecte secret conegut com a Manhattan Engineering District, que finalment es va denominar el Projecte Manhattan.

### El Projecte Manhattan
El 2 d'agost del 1939, Albert Einstein va dirigir una carta al president dels Estats Units, Franklin Delano Roosevelt, reclamant la seva atenció sobre les investigacions dels científics Enrico Fermi i Leó Szilárd, mitjançant les quals l'urani podria convertir-se en una nova i important font d'energia. En aquesta carta a més, va explicar al president la possibilitat de fabricar bombes summament potents:
| «                                                  | Estudis recents d'Enrico Fermi i Leó Szilárd, la versió manuscrita dels quals ha arribat al meu coneixement, em fan suposar que l'element urani es pot convertir en una nova i important font d'energia en un futur immediat […] s'ha obert la possibilitat de desencadenar una reacció nuclear en cadena en una àmplia massa d'urani, mitjançant el qual es generaria una gran quantitat d'energia […] Aquest nou fenomen podria conduir a la fabricació de bombes i, encara que amb menys certesa, és probable que amb aquest procediment es puguin construir bombes de nou tipus i extremadament potents. | » |
| — Carta d'Einstein enviada al president Roosevelt. | |   |

Els Estats Units, amb l'ajuda del Regne Unit i el Canadà en els seus respectius projectes secrets «Tube Alloys» i «Chalk River Laboratories», van dissenyar i fabricar les primeres bombes atòmiques, en l'anomenat «Projecte Manhattan». La investigació científica va ser dirigida pel físic nord-americà Robert Oppenheimer. La bomba atòmica va ser provada el 16 de juliol de 1945, prop d'Alamogordo, Nou Mèxic, en el que es va conèixer com la «Prova Trinity». La bomba utilitzada en la prova, anomenada «gadget», va causar una explosió propera a la que ocasionarien 20.000 tones de trinitrotoluè, molt més gran de l'esperada.

### Les bombes utilitzades
El projecte Manhattan va produir dos models diferents de bombes atòmiques. La bomba llançada sobre Hiroshima, anomenada Little Boy, va ser construïda amb urani 235, un rar isòtop de l'urani. El disseny de la bomba era més senzill que el de la utilitzada durant el bombardeig de Nagasaki i el principi operacional consistia a disparar peces d'urani una contra l'altra. En ajuntar certa quantitat de U235 succeïa una reacció de fissió en cadena que produïa una explosió nuclear. No obstant això, una massa mínima necessària per produir aquesta reacció havia d'unir-se molt ràpidament, ja que en cas contrari, la calor emesa al començament de la reacció expulsaria el combustible abans que la major part d'ell es consumís. Per evitar aquest problema, la bomba va utilitzar un canó per disparar una part de l'urani 235 dins de l'altra. Com que es creia que el seu disseny era molt fiable, no es va considerar la necessitat de provar-la abans de ser utilitzada.
Tant l'arma de prova, anomenada «gadget», com la bomba que es va deixar anar a Nagasaki, anomenada Fat Man, van ser dissenyades per a fer implosió i van ser fabricades bàsicament de plutoni 239, un element sintètic. Els científics de Los Álamos no estaven totalment segurs de la seva eficiència, de manera que aquest tipus de bomba va haver de ser provada abans de l'atac, motiu pel qual es va dissenyar la "Prova Trinity".

### Selecció dels objectius

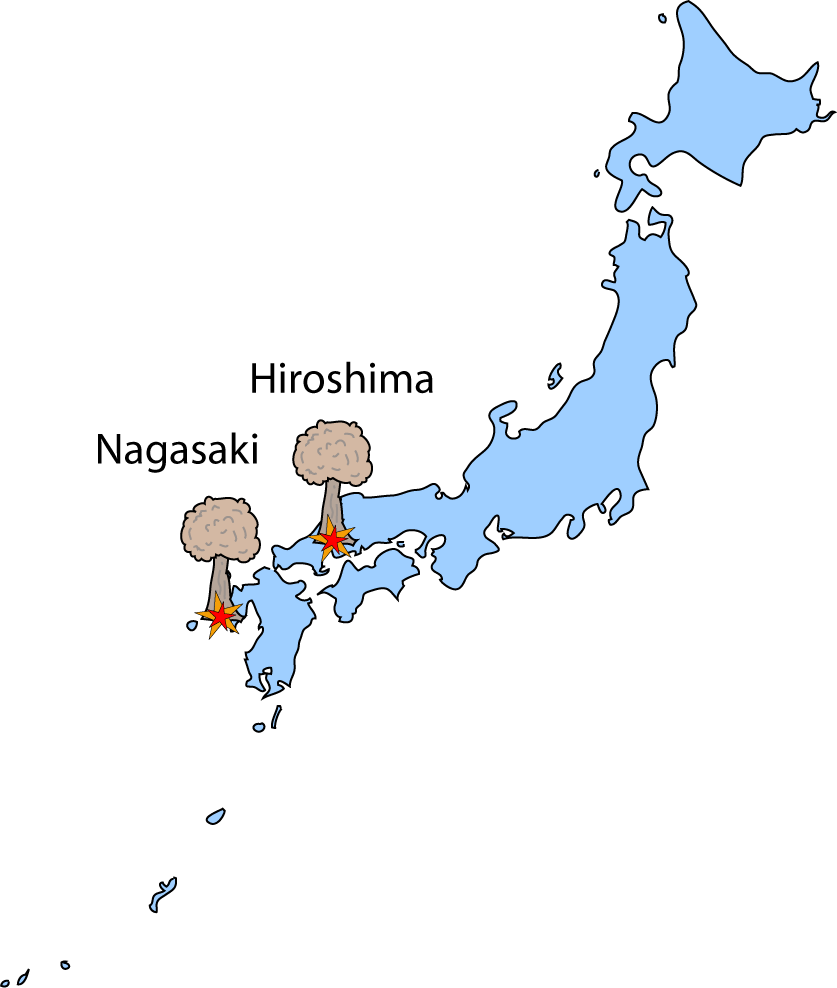
Mapa que mostra les ubicacions d'Hiroshima i Nagasaki al Japó, llocs on es van usar les bombes atòmiques.

Els dies 10 i 11 de maig el comitè per a l'elecció dels objectius en el Laboratori Nacional de Los Alamos, amb Robert Oppenheimer com a membre principal, recomanà com a objectius possibles les localitats de Kyoto, Hiroshima, Yokohama, així com l'arsenal en Kokura. La selecció d'aquestes ubicacions es va basar en els criteris següents:
- Tenien més de 3 milles de diàmetre i eren blancs importants en grans àrees urbanes.
- L'explosió causaria dany efectiu.
- Era improbable que fossin atacades l'agost del 1945. «Qualsevol objectiu militar petit i estrictament militar havia d'estar ubicat en una àrea molt més gran que fos susceptible al dany per la mateixa explosió, per evitar riscos innecessaris que l'arma es perdés a causa d'una mala col·locació de la bomba».[22]

Aquestes ciutats es van mantenir pràcticament intactes durant els bombardejos nocturns duts a terme per les Forces Aèries de l'Exèrcit dels Estats Units. Hiroshima va ser descrita com: 
| « | … un important dipòsit d'armes i un port d'embarcament al centre d'una àrea urbana industrial. És un bon objectiu en el radar i té la mida suficient perquè gran part de la ciutat pugui ser exhaustivament danyada. Hi ha turons adjacents que molt probablement produiran l'efecte d'enfocar, el que segurament incrementarà considerablement el dany causat per l'explosió. A causa dels rius no és un bon blanc incendiari. | » |
| — | |   |

L'objectiu de llançar la bomba era obligar el Japó a rendir-se incondicionalment, d'acord amb els termes de la Declaració de Potsdam. El comitè va assegurar que els factors psicològics en la selecció de l'objectiu eren de gran importància, especificant com a prioritats:
1. Obtenir el major efecte psicològic en contra del Japó.
2. Aconseguir que fos prou espectacular l'ús inicial de l'arma de manera que fos reconeguda internacionalment en termes publicitaris quan fos llançada. Hiroshima tenia l'avantatge de ser un objectiu de grandària important, i amb les muntanyes properes enfocant l'explosió, es preveia que la major part de la ciutat seria destruïda. El palau de l'emperador a Tòquio era més famós que qualsevol altre objectiu però tenia un valor estratègic menor.

Durant la Segona Guerra Mundial, Edwin O. Reischauer era l'expert per al Cos d'Intel·ligència Militar, de manera que, erròniament, se li va atribuir la decisió de no llançar la bomba sobre Kyoto. En la seva autobiografia, Reischauer va refutar aquesta asseveració i va assegurar que qui mereixia el crèdit d'haver salvat aquesta ciutat era en realitat Henry L. Stimson, Secretari de Guerra, de qui es diu que admirava Kyoto per haver passat allà la lluna de mel, unes dècades enrere.

### L'ultimàtum de Potsdam

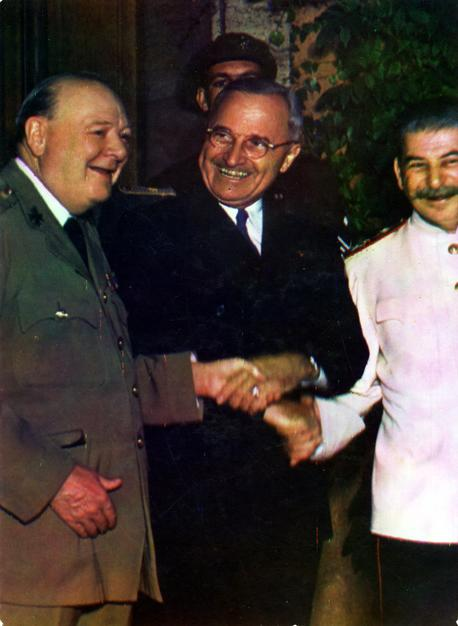
Winston Churchill, Harry S. Truman i Ióssif Stalin, líders dels països vencedors presents a la Conferència de Potsdam.

El 26 de juliol, Truman i altres líders aliats van emetre la Declaració de Potsdam, la qual descriu els termes de la rendició del Japó. Va ser presentada com un ultimàtum i s'assegurava que, sense la deguda rendició, els aliats atacarien Japó amb el resultat de «la inevitable i completa destrucció de les forces armades japoneses i inevitablement la devastació del sòl japonès», encara que no es va esmentar res sobre l'arma atòmica. El 28 de juliol es va fer oficial el rebuig per part del govern japonès i el primer ministre Kantarō Suzuki va oferir una conferència de premsa en què va assegurar que la Declaració era tan sols una còpia (yakinaoshi) de la Declaració del Caire i que el govern intentava ignorar (mokusatsu). Aquesta asseveració va ser presa tant en sòl japonès com a l'estranger com un clar rebuig a la declaració. L'emperador, que estava pendent de notícies dels emissaris de pau enviats a l'URSS, va preferir no intervenir en la posició governamental. A més, el 31 de juliol va deixar clar al seu conseller Koichi Kido que la regalia Imperial del Japó havia de ser defensada a qualsevol preu.
Al començament de juliol, de camí a Potsdam, Truman reexaminà la decisió d'utilitzar la bomba. Al final, Truman va decidir llançar les bombes atòmiques al Japó amb l'objectiu d'acabar ràpidament la guerra, ja que podien causar una gran destrucció, i generar una por a més destrucció, la qual cosa obligaria el Japó a rendir-se.

## Bombardeig d'Hiroshima

### Hiroshima durant la Segona Guerra Mundial
En el moment del bombardeig, Hiroshima era una ciutat d'una certa importància industrial i militar. Alguns campaments militars es trobaven als voltants, incloent-hi els quarters generals de la Cinquena Divisió i els del Segon Exèrcit General del Mariscal de Camp Hata Shunroku, que comandava la defensa de tota la part sud del país. Hiroshima era una base d'abastament i logística per a la milícia japonesa. La ciutat era un centre de comunicació, lloc d'emmagatzematge i una àrea de reunió per a les tropes. Va ser una de les ciutats japoneses que van ser deliberadament preservades dels bombardejos aliats amb la finalitat de poder efectuar posteriorment una avaluació precisa dels danys causats per la bomba atòmica.

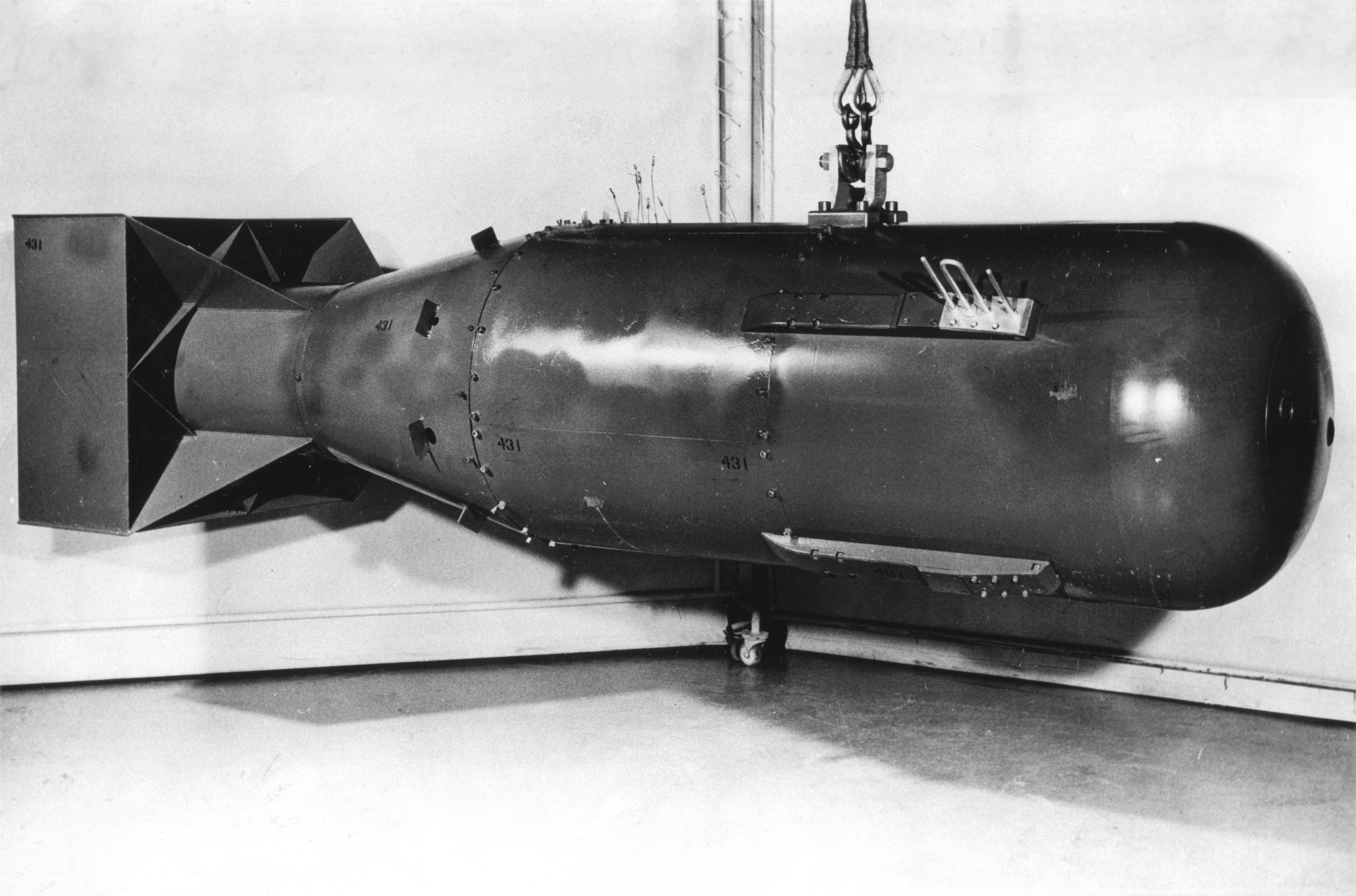
Una maqueta de la postguerra del recobriment de la bomba Little Boy.

El centre de la ciutat tenia diversos edificis reforçats de formigó així com estructures més lleugeres. Fora del centre l'àrea estava plena de petits tallers de fusta ubicats entre les llars japoneses. Algunes plantes industrials es trobaven als afores de la ciutat. Les cases eren de fusta amb pisos de teula i també molts edificis industrials tenien carcassa de fusta, de manera que tota la ciutat en el seu conjunt era altament susceptible als danys per incendis.
La població d'Hiroshima havia arribat a la xifra màxima de 381.000 habitants abans de la guerra, però abans del bombardeig la població havia disminuït progressivament a causa d'evacuacions sistemàtiques ordenades pel govern japonès. En el moment de l'atac s'estima que hi havia aproximadament 255.000 persones. Aquesta xifra es basa en les dades de la població registrada segons el còmput de racions així com l'estimació addicional de treballadors i soldats que van ser enviats a la ciutat.

### L'Enola Gay

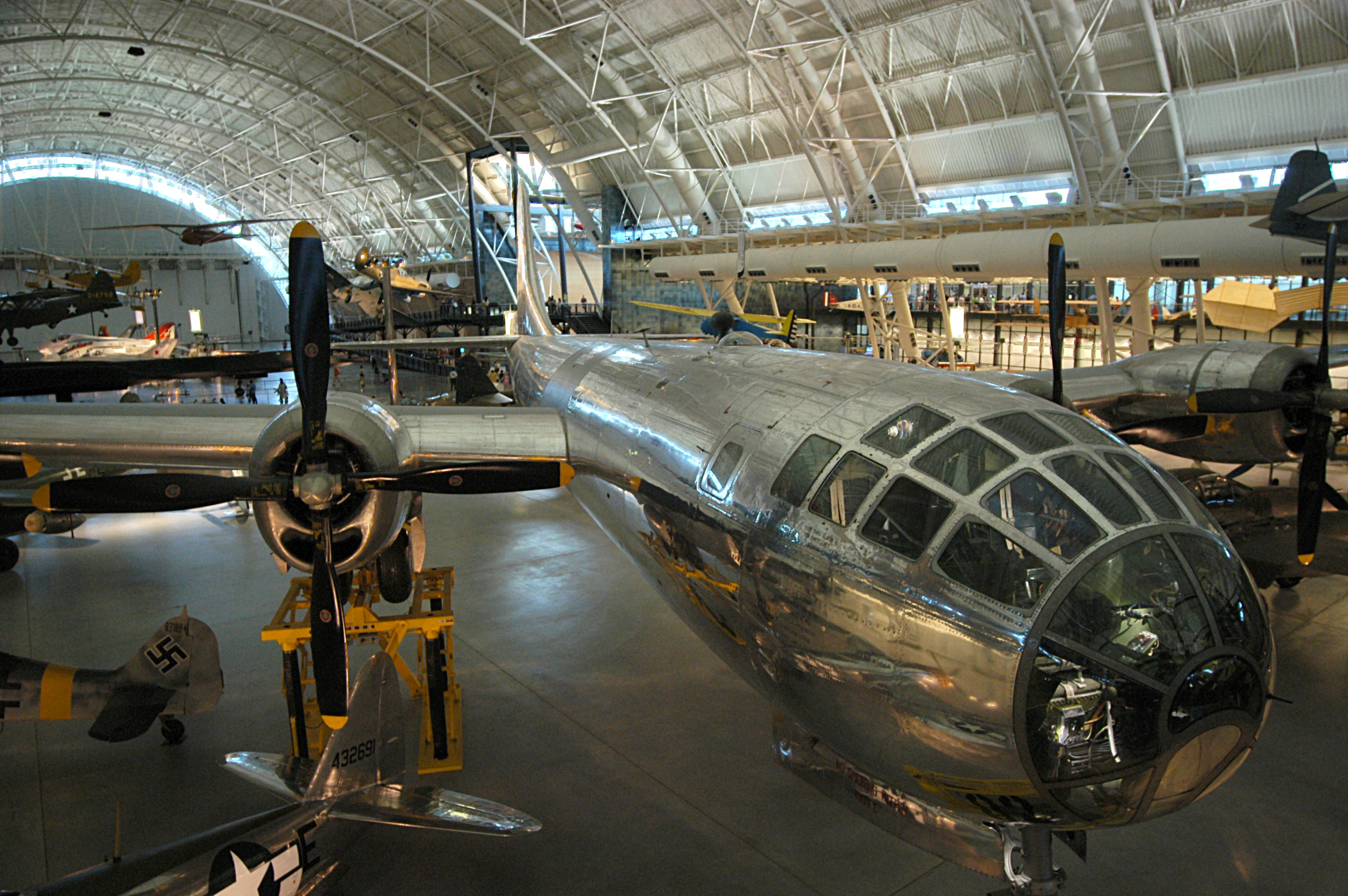
L'Enola Gay en el Museu Nacional de l'Aire i l'Espai (Estats Units).

Hiroshima va ser l'objectiu primari del primer bombardeig atòmic seguit de Kokura i Nagasaki com a objectius alternatius. La data del 6 d'agost es va triar perquè els dies anteriors la ciutat havia estat coberta per núvols. El B-29 Enola Gay, pertanyent a l'Esquadró de Bombardeig 393d, pilotat i comandat pel Coronel Paul Tibbets, es va enlairar des de la base aèria de North Field, a Tinian, i va fer un viatge d'aproximadament sis hores fins al Japó. L'Enola Gay va emprendre el trajecte acompanyat per dos B-29, The Great Artista, que portava instruments de mesura, i el #91, que més tard va ser rebatejat com Necessary Evil, que s'encarregava de fer fotografies.
Després de sortir de Tinian, l'Enola Gay va viatjar per separat cap a Iwo Jima, on es va reunir a 2.440 metres d'altura amb els bombarders auxiliars, prenent rumb cap al Japó. L'aeronau va arribar al seu objectiu amb una visibilitat clara als 9.855 metres. Durant el viatge, el capità de l'Armada William Parsons va armar la bomba, que s'havia desactivat per minimitzar el risc d'explosió durant l'enlairament. El seu assistent, el segon Tinent Morris Jeppson, va treure els dispositius de seguretat trenta minuts abans d'arribar sobre l'objectiu.
Al voltant de les 7:00 hores del matí el sistema de radars japonesos d'alerta primerenca detectaren les naus nord-americanes aproximant des de la part sud del Japó, de manera que es va emetre una alerta a diferents ciutats, entre elles Hiroshima. Un avió climatològic sobrevolà la ciutat i, en no veure signes dels bombarders, els habitants van decidir continuar les seves activitats diàries. Prop de les 8.00 del matí el radar va detectar novament els B-29 acostant-se a la ciutat, de manera que les estacions de ràdio van emetre l'advertència perquè els habitants es refugiessin, però molts la van ignorar.

### L'explosió
La bomba Little Boy va ser llançada a les 08.15 hores a Hiroshima i va assolir al cap de 55 segons l'altura determinada per la seva explosió, aproximadament a 600 metres sobre la ciutat. A causa de l'acció dels vents laterals per gairebé 244 metres va fallar el blanc principal, el pont Aioi, i detonà just a sobre de la clínica quirúrgica de Shima. La detonació va generar una explosió equivalent a 13 quilotones de trinitrotoluè, tot i que una bomba amb U-235 es considerava molt ineficient, ja que només es pot fissionar un 1,38% del seu material. S'estima que de manera instantània, la temperatura es va elevar a més d'un milió de graus Celsius i va incendiar l'aire circumdant, creant una bola de foc d'aproximadament 256 metres de diàmetre. En menys d'un segon la bola es va expandir 274 metres.
Mentre l'Enola Gay s'allunyava a tota velocitat de la ciutat, el Capità Robert Lewis, copilot del bombarder (Robert Lewis), va comentar: «Déu meu! Què hem fet?». Bob Caron, artiller de cua de l'Enola Gay va descriure així l'escena:
| «                                                    | Una columna de fum puja ràpidament. El seu centre mostra un terrible color vermell. Tot és pura turbulència. És una massa bombollejant gris violàcia, amb un nucli vermell. Tot és pura turbulència. Els incendis s'estenen per tot arreu com flames que sorgissin d'un enorme llit de brases. Començo a comptar els incendis. Un, dos, tres, quatre, cinc, sis… catorze, quinze… és impossible. Són masses per poder comptar-los. Aquí arriba la forma de fong de la que ens va parlar el capità Parsons. Ve cap aquí. És com una massa de melassa bombollejant. El fong s'estén. Pot tenir uns mil cinc-cents o potser tres mil metres d'amplada i uns vuit-cents d'alçada. Creix més i més. Està gairebé al nostre nivell i segueix ascendint. És molt negre, però mostra un cert tint violaci molt estrany. La base del fong s'assembla a una densa boira travessada amb un llançaflames. La ciutat ha d'estar sota de tot això. Les flames i el fum s'estan inflant i s'arremolinen al voltant dels contraforts. Els turons estan desapareixent sota el fum. Tot el que veig ara de la ciutat és el moll principal i el que sembla un camp d'aviació». | » |
| — Bob Caron, artiller de cua/fotògraf del Enola Gay. | |   |

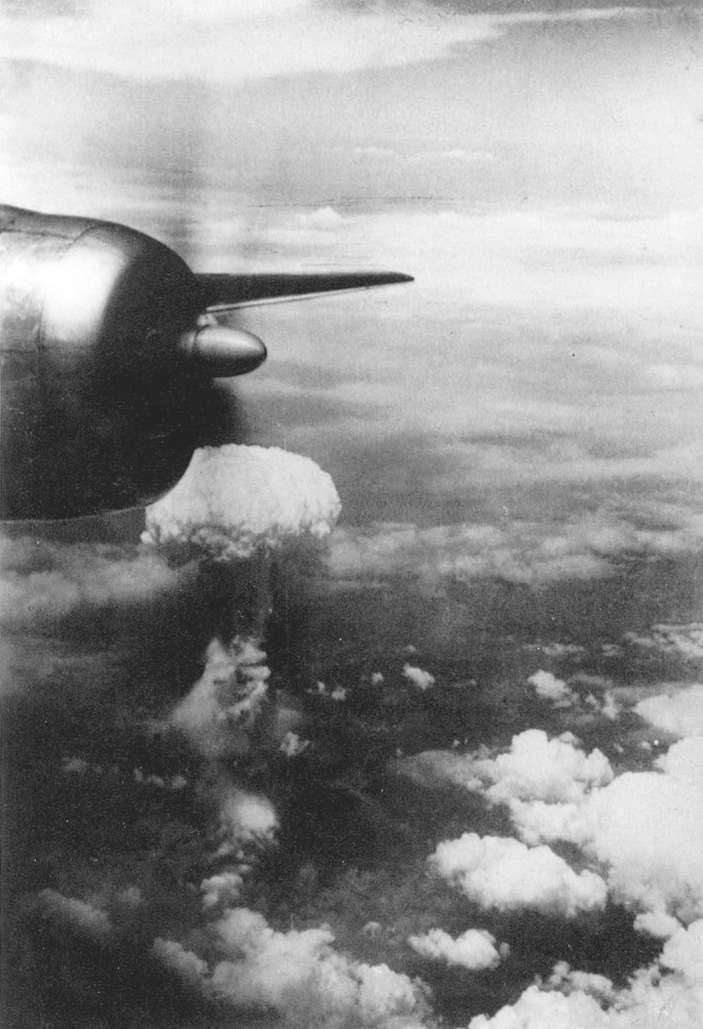
Núvol de fong fotografiat des d'un dels B-29 que acompanyaven l'Enola Gay

L'explosió va trencar els vidres de les finestres d'edificis localitzats a una distància de 16 quilòmetres i va poder sentir-se fins a 59 quilòmetres de distància. Uns trenta minuts després, al nord-oest de la ciutat va començar un efecte estrany: va començar a caure una pluja de color negre. Aquesta «pluja negra» estava plena de brutícia, pols, sutge, així com partícules altament radioactives, que va ocasionar contaminació, fins i tot en zones remotes.
El radi d'una destrucció total va ser d'1,6 quilòmetres, provocant incendis en 11,4 km². Els nord-americans van estimar que 12,1 km² de la ciutat van ser destruïts. Autoritats japoneses estimaren que el 69% dels edificis d'Hiroshima van ser destruïts i un altre 6-7% van resultar danyats.
Tot i que avions nord-americans havien llançat prèviament pamflets advertint als civils de bombardejos aeris en altres 12 ciutats, els residents d'Hiroshima mai van ser advertits d'un atac nuclear. Entre 70.000 i 80.000 persones, prop del 30% de la població d'Hiroshima va morir instantàniament, mentre que unes altres 70.000 van resultar ferides. Prop del 90% dels doctors i el 93% de les infermeres que es trobaven a Hiroshima van morir o van resultar ferits, ja que la majoria es trobava al centre de la ciutat, àrea que va rebre el dany més important.

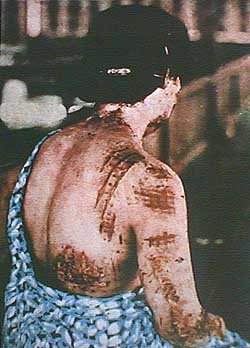
L'energia alliberada per la bomba va ser tan poderosa que fins i tot va cremar per sota de la roba. Les taques fosques sobre la pell d'aquesta víctima coincideixen amb el patró de la roba que utilitzava, i van quedar impregnades com cicatrius, mentre que la pell sota les parts més clares (que absorbeixen menys energia) no va ser danyada de manera tan severa.

### Esdeveniments a Hiroshima
L'operador de control de l'NHK a Tòquio es va adonar que l'estació d'Hiroshima havia sortit sobtadament de l'emissió, de manera que va intentar restablir la programació utilitzant una altra línia telefònica, però també va fallar. Prop de vint minuts després el centre telegràfic del ferrocarril de Tòquio va notar que la principal línia telegràfica havia deixat de funcionar just al nord d'Hiroshima. Des d'algunes petites estacions, a 16 quilòmetres de distància d'Hiroshima, van començar a arribar informes confusos sobre una terrible explosió a la ciutat: un «núvol sinistre», un «esclat terrible», un «fort estrèpit». Tots els missatges van ser retransmesos a les casernes centrals de l'Estat major japonès.
Diferents bases militars van intentar en diverses ocasions trucar a l'estació de control militar a Hiroshima. El silenci absolut de la ciutat intrigava el personal de les casernes centrals, que no havien rebut cap alerta d'un bombardeig a gran escala i sabien que a Hiroshima no s'emmagatzemava una quantitat significativa d'explosius. Un jove oficial de l'Estat major va ser designat per volar immediatament a Hiroshima, aterrar, analitzar el dany i tornar a Tòquio amb informació de primera mà. Després de volar durant tres hores, quan es trobaven encara a uns 160 quilòmetres de distància de la ciutat, ell i el seu pilot albiraren un gran núvol de fum: les restes d'Hiroshima estaven en flames. El seu avió aviat va arribar a la ciutat, que van envoltar des de l'aire. Una enorme superfície de terra carbonitzada i un dens núvol de fum era tot el que en quedava. Van aterrar al sud i després de tornar a Tòquio amb el seu informe, l'oficial va començar a organitzar les mesures d'auxili.

### Missatge de Harry Truman
Setze hores després de l'atac el president Truman va anunciar públicament des de Washington DC l'ús d'una bomba atòmica:
| «                                                 | Els japonesos van començar la guerra des de l'aire a Pearl Harbor. Ara els hem tornat el cop multiplicat. Amb aquesta bomba hem afegit un nou i revolucionari increment en destrucció per tal d'augmentar el poder creixent de les nostres forces armades. En la seva forma actual, aquestes bombes s'estan produint. Fins i tot estan en desenvolupament altres de més potents. […] Ara estem preparats per arrasar més ràpid i de manera completa tota la productivitat japonesa que es trobi en qualsevol ciutat. Anem a destruir els seus molls, les seves fàbriques i les seves comunicacions. No ens enganyem, anem a destruir completament el poder del Japó per fer la guerra. […] El 26 de juliol vam publicar a Potsdam un ultimàtum per a evitar la destrucció total del poble japonès. Els seus dirigents van rebutjar l'ultimàtum immediatament. Si no accepten les nostres condicions poden esperar una pluja de destrucció des de l'aire com la que mai s'ha vist en aquesta terra. | » |
| — El president dels Estats Units Harry S. Truman. | |   |

L'anunci de Truman va ser la primera notícia real que es va tenir a Tòquio del que havia passat i immediatament es va formar el Comitè de contramesures de la bomba atòmica, integrat per personal de l'Exèrcit, l'Armada i el Ministeri de l'Interior. Tot i el nom del comitè, gran part dels integrants dubtaven que efectivament s'hagués utilitzat una bomba atòmica, ja que creien que la tecnologia nord-americana no era tan avançada com per arribar a desenvolupar-la, ni que tenien la capacitat de transportar-la a través de l'oceà Pacífic. Només quan el personal va anar a la zona a investigar la destrucció esdevinguda, van acceptar que cap bomba convencional podria haver causat aquest dany.
El 8 d'agost els diaris dels Estats Units informaven sobre les descripcions de la devastació retransmesa per les emissores de Ràdio Tòquio: «Pràcticament totes les coses vives, humanes i animals, es van cremar fins a la mort», deien els locutors japonesos en una transmissió interceptada pels aliats.

### Decessos posteriors al bombardeig
D'acord amb la majoria de les estimacions, els efectes immediats van matar aproximadament 70.000 persones a Hiroshima. L'estimació total de morts a la fi de l'any 1945, on s'inclouen cremades, morts relacionats a la radiació, així com efectes agreujats per la falta de recursos mèdics, varia entre 90.000 i 140.000 persones. Altres fonts asseguren que les morts arribaren a més de 200.000 persones al voltant de 1950, afegint les morts a causa de càncer i altres patiments a llarg termini. Entre 1950 i 1990, el 9% de les morts ocasionades per càncer, entre els supervivents al bombardeig, es creu que eren una conseqüència de la radiació de les bombes, i entre elles s'estima que 89 casos van ser per leucèmia i 339, per diferents tipus de càncer. Almenys onze presoners de guerra van morir durant el bombardeig.

### Estructures que van romandre en peu
La ciutat es trobava en ruïnes. Aproximadament el 69% dels edificis d'Hiroshima van ser destruïts. Alguns edificis construïts amb formigó, a causa del constant risc de sismes al Japó, no es van ensorrar tot i estar molt a prop de l'hipocentre; tot i així, les parets van mostrar un dany intern greu ocasionat per la pressió descendent de l'explosió.
Com que la bomba va explotar a l'aire, l'explosió es va enfocar més cap avall que cap als costats, de manera que l'edifici conegut com a Cúpula Genbaku (原爆 ドーム) o Cúpula de la Bomba Atòmica, va poder romandre en peu tot i trobar-se a tan sols 150 metres de la zona zero. Les ruïnes van ser rebatejades com a Memorial de la Pau d'Hiroshima i l'any 1996 van ser catalogades com a Patrimoni de la humanitat, amb l'objecció dels Estats Units i la Xina.
Eizo Nomura (野村 英 三) va ser el supervivent més proper a la «zona zero» que es coneix. En el moment de l'atac, Eizo es trobava al soterrani d'una moderna «casa de descans», a només 100 metres de distància. Akiko Takakura (高 蔵 信 子) va ser també un dels supervivents més propers a l'hipocentre de l'explosió. Akiko es trobava dins del Banc d'Hiroshima, a 300 metres de la «zona zero».

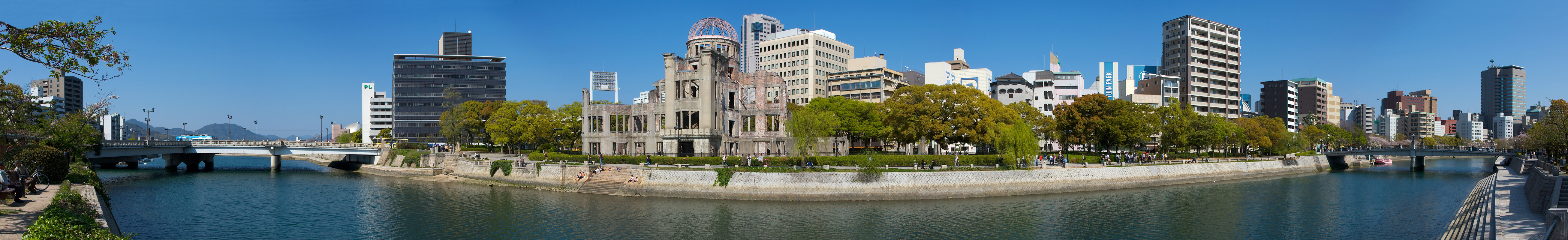
Vista de 180° del Parc Memorial de la Pau d'Hiroshima. La Cúpula Genbaku, la qual va romandre en peu després del bombardeig, es veu clarament al centre de la imatge. El blanc original era el pont Aioi, a l'esquerra de la foto.

## Esdeveniments entre el 7 i el 9 d'agost
Després del bombardeig d'Hiroshima, el president Truman va anunciar: «Si no accepten els nostres termes, poden esperar una pluja de ruïna des de l'aire, una cosa mai vista fins ara sobre aquesta terra».
El govern japonès no va reaccionar davant la Declaració de Potsdam. L'Emperador Hirohito, el govern i el Consell de Guerra estaven considerant quatre condicions per a la rendició: que es preservés el kokutai (el sistema imperial i la política nacional), que l'Estat Major tingués la responsabilitat del desarmament i desmobilització, la no ocupació del país i que l'obligació de castigar els crims de guerra recaigués en el govern japonès.
El ministre de l'exterior soviètic Viatxeslav Mólotov anuncià als japonesos que la Unió Soviètica havia abrogat unilateralment el Pacte de Neutralitat el 5 d'abril. Dos minuts després de la mitjanit del 9 d'agost, hora de Tòquio, els soviètics van llançar una ofensiva a Manxúria amb infanteria, tancs blindats i avions. Quatre hores més tard, va arribar a Tòquio la notícia que la Unió Soviètica havia declarat la guerra al Japó. Els principals dirigents de l'Exèrcit Imperial Japonès, juntament amb el ministre de Guerra Korechika Anami, van dur a terme els preparatius per a imposar la llei marcial al país.
El responsable de la data del segon bombardeig va ser el coronel Tibbets, comandant del 509BW a Tinian. Programat inicialment per a l'11 d'agost en contra de Kokura, el bombardeig es va reprogramar amb la finalitat d'evitar una arribada de mal temps prevista per a cinc dies a partir del 10 d'agost. Tres bombes pre-ensamblades s'havien transportat a Tinian, etiquetades com a F-31, F-32 i F-33 en el seu exterior. El 8 d'agost es va dur a terme un assaig d'acoblament dirigit pel major Charles Sweeny en el que utilitzà un B-29 anomenat Bockscar com a bombarder. La F-33 es va fer servir per provar els components de manera que la F-31 va ser designada per a la missió del 9 d'agost.

## Bombardeig de Nagasaki

### Nagasaki durant la Segona Guerra Mundial

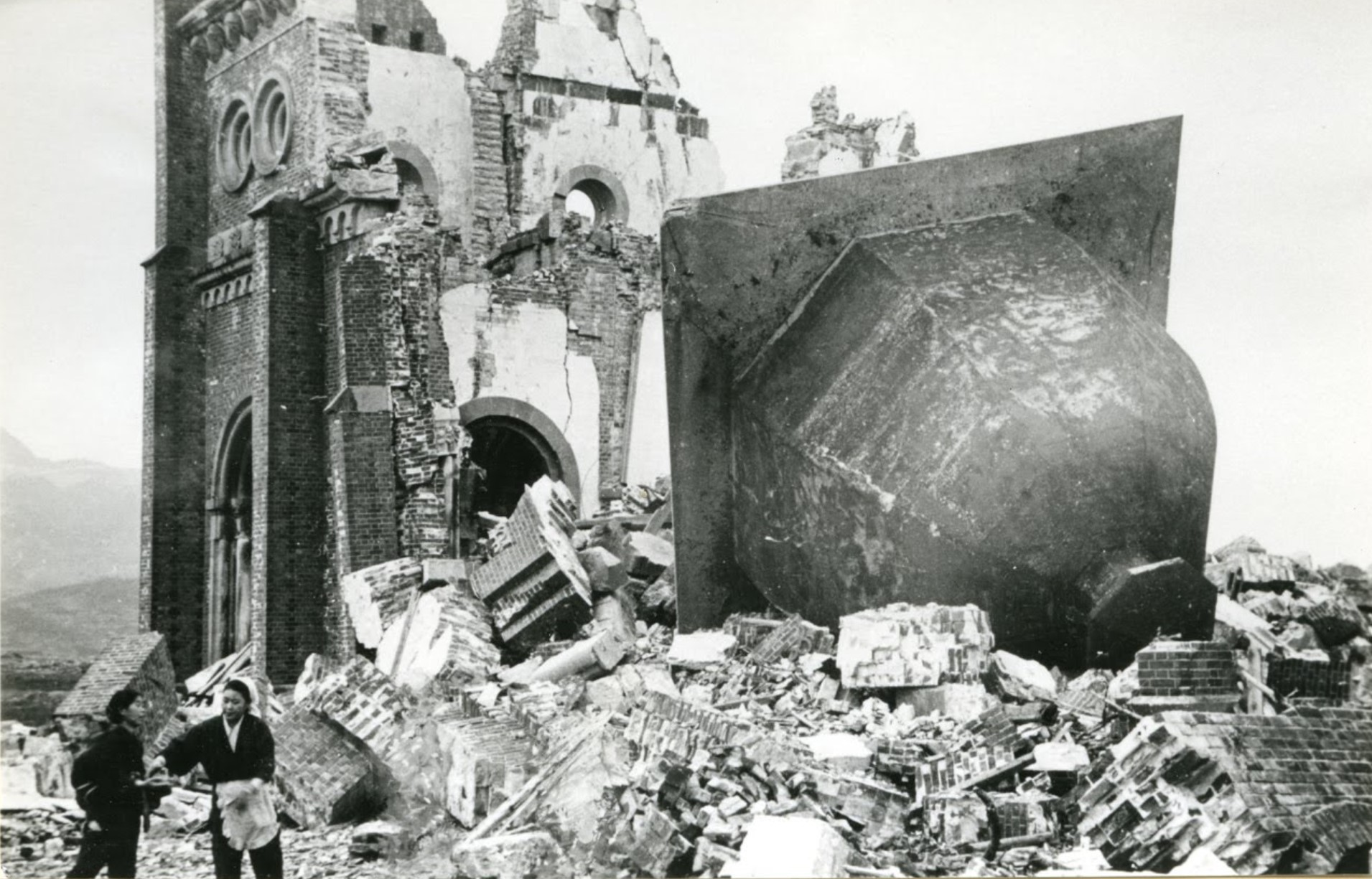
Urakami Tenshudo. Fotografia del gener del 1946 d'una església catòlica destruïda per la bomba atòmica.

La ciutat de Nagasaki havia estat un dels ports més grans del sud del Japó i va tenir gran importància durant la guerra per la seva gran activitat industrial, incloent-hi la producció d'artilleria, vaixells, equip militar, així com altres materials militars.
En contrast amb l'aspecte modern d'Hiroshima, la majoria de les llars eren de tipus antic: edificis completament de fusta i amb pis de rajola. Moltes de les petites indústries també estaven allotjades en edificis de fusta i no comptaven amb la infraestructura necessària en cas d'explosió. Com que la ciutat va créixer sense un pla d'ordenament ni amb una planificació adequada, era habitual trobar llars adjacents a fàbriques al llarg de tota la vall.
Nagasaki mai va patir un bombardeig a gran escala abans de l'explosió nuclear, encara que el primer d'agost del 1945 algunes bombes van ser llançades sobre la ciutat. Algunes d'elles van impactar en drassanes i ports de la part sud-oest de la ciutat, altres van fer blanc a la fàbrica de Mitsubishi i sis d'elles van caure sobre l'Escola Mèdica i Hospital de Nagasaki. Tot i que el dany es pot considerar com a menor, el bombardeig va crear una certa preocupació entre els habitants i molta gent, especialment els nens, van ser evacuats cap a les zones rurals.

### La missió

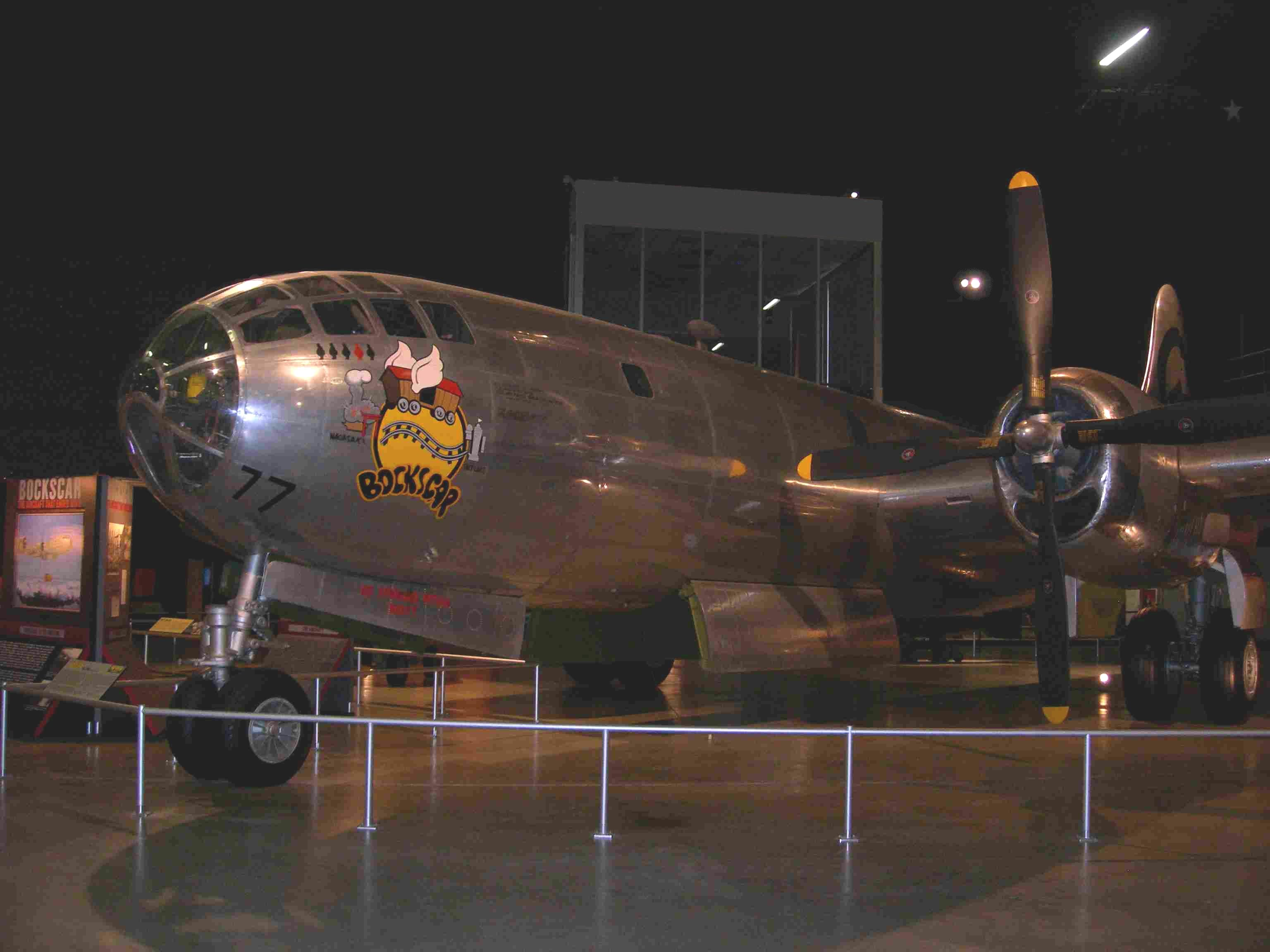
El B-29 anomenat Bockscar va ser l'escollit per dur a terme el segon bombardeig. Actualment l'aeronau és exhibida al Museu Nacional de la Força Aèria dels Estats Units.

Durant el matí del 9 d'agost de 1945, el B-29 Bockscar, pilotat pel major Charles W. Sweeney, transportà l'arma nuclear anomenada Fat Man amb la intenció de llançar-la sobre Kokura com a blanc principal i Nagasaki com a objectiu secundari. El pla per a aquesta missió va ser pràcticament idèntic al d'Hiroshima: dos B-29 van volar una hora abans sobre l'objectiu amb la finalitat de fer el reconeixement de les condicions climàtiques i dos B-29 més acompanyaven el bombarder amb la instrumentació. Sweeny es va enlairar amb la bomba armada, encara que amb els segurs elèctrics posats.
Els B-29 que feien d'observadors climatològics van informar que els dos objectius estaven clars. El bombarder Bockscar va arribar al punt de reunió però la tercera aeronau, Big Stink, no va aconseguir unir-se a l'hora esperada a la missió, de manera que el bombarder i l'aeronau d'instrumentació van haver de volar en cercles durant quaranta minuts esperant l'aeronau endarrerida. Amb trenta minuts de retard, Sweeney va decidir continuar la missió sense esperar-lo.
Quan van arribar a Kokura la ciutat estava coberta en un 70% per núvols que l'enfosquien. Després de passar tres vegades per sobre, observant que el nivell de combustible disminuïa força a causa d'un desperfecte en una de les bombes d'un motor, van decidir anar per l'objectiu secundari, la ciutat de Nagasaki. El càlcul del consum de gasolina indicava que el bombarder no tindria prou combustible per arribar fins a Iwo Jima i es veurien obligats a desviar-se cap a l'illa d'Okinawa. Es va decidir primerament que si Nagasaki presentava les mateixes condicions climàtiques, llavors tornarien amb la bomba a Okinawa i tractarien de deixar-la anar al mar, encara que posteriorment el Comandant Frederick Ashworth decidí que s'utilitzaria el radar si l'objectiu no era visible.
Al voltant de les 07.50, l'alerta de bombardeig aeri va sonar a la ciutat però a les 8.30 es va emetre el senyal que el perill s'havia allunyat. Quan es van veure els dos B-29 a les 10.53, autoritats japoneses van estimar que les aeronaus només tindrien tasques de reconeixement de manera que no es va emetre cap nova alarma.
Pocs minuts després, a les 11.00, des del B-29 The Great Artiste es van llançar instruments de mesura lligats a tres paracaigudes. Juntament amb els instruments es va enviar una carta sense signar dirigida al professor Ryokichi Sagan, un físic nuclear de la Universitat de Tòquio qui va estudiar amb tres dels científics responsables de desenvolupar l'arma nuclear. L'objectiu d'aquesta missiva era demanar-li que li digués a l'Estat Major japonès el mal que involucraven aquestes armes de destrucció massiva, a més que fes tot el que estigués al seu abast per convèncer les autoritats del país d'acabar la guerra. Encara que els missatges van ser trobats per les autoritats militars, el professor Sagan no va ser informat fins un mes després dels fets. El 1949 un dels autors de la carta, Luis Walter Álvarez, es va entrevistar amb Sagan i va signar el document.

### L'esclat de la bomba
En el darrer moment es va obrir una escletxa entre els núvols, fet que va permetre al capità Kermit Beah tenir contacte visual amb l'objectiu, com li havien ordenat, de manera que la bomba va ser llançada a les 11.01. Quaranta-tres segons després la bomba va fer explosió a 469 metres d'altura sobre la ciutat i a gairebé 3 kilòmetres de l'hipocentre planejat originalment. L'explosió va impactar la zona de la vall Urakami i la major part de la ciutat va ser protegida pels turons propers. L'explosió resultant va tenir una detonació equivalent a 22 quilotones i va generar una temperatura estimada de 3.900 graus Celsius, amb vents de 1.005 km/h. S'estima que immediatament van morir entre 40.000 i 75.000 persones, mentre que el total de decessos a la fi de l'any 1945 va arribar als 80.000.
El radi total de destrucció va ser d'1,6 kilòmetres i els incendis es van estendre a la part nord de la ciutat, arribant fins a 3,2 kilòmetres de l'hipocentre. A diferència d'Hiroshima, a Nagasaki no va aparèixer la «pluja negra» i encara que els seus efectes van ser més devastadors dins l'àrea immediata de l'hipocentre, la topografia del lloc va evitar que el radi de destrucció fos major. Es calcula que el percentatge d'estructures i edificis destruïts va estar en l'ordre del 40%, incloent-hi llars, hospitals i escoles. Un nombre desconegut de supervivents d'Hiroshima s'havia traslladat fins a Nagasaki, on novament van ser bombardejats.

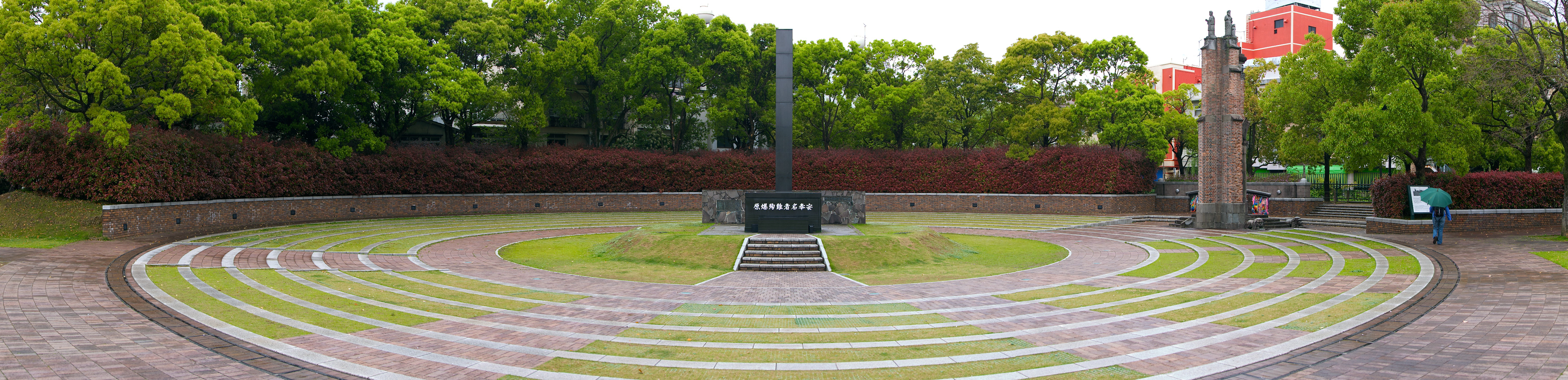
Vista panoràmica del monument que marca l'hipocentre de l'explosió atòmica de Nagasaki.

## Conseqüències

### Planificació de més atacs atòmics
Els Estats Units esperaven tenir una altra bomba atòmica a punt per ser utilitzada durant la tercera setmana d'agost, tres bombes més al mes de setembre i tres a l'octubre.
El 10 d'agost el General Major Leslie Groves, director militar del Projecte Manhattan, va enviar un memoràndum al general de l'Exèrcit George Marshall en el que deia: «la bomba… haurà d'estar llesta per lliurar-se en el primer clima adequat, després del 17 o 18 d'agost». Aquell mateix dia, Marshall va endossar el document amb el comentari: «No es llançarà sobre el Japó sense l'ordre expressa del president». En el Departament de Guerra existia a més un debat sobre la necessitat de conservar la producció de les bombes atòmiques fins que es portés a terme l'Operació Downfall, la invasió al Japó.

### Rendició del Japó i posterior ocupació
El 9 d'agost el consell de guerra encara insistia a defensar les seves quatre condicions per admetre la rendició del país. Aquell dia, l'Emperador Hirohito va ordenar que Koichi Kido controlés ràpidament la situació, que adquiria tints tràgics després de la declaració de guerra de la Unió Soviètica. L'Emperador va mantenir una conferència durant la qual va autoritzar al ministre Shigenori Togo perquè notifiqués als Aliats que el Japó acceptaria els termes de la rendició amb una sola condició: que no es comprometés ni exigís cap detriment a la prerrogativa de la seva majestat l'Emperador com a governant sobirà. El 12 d'agost l'Emperador va informar la família imperial la seva decisió de rendir-se. Un dels seus nebots, el Príncep Asako preguntà si la guerra continuaria si la kokutai no es preservava. Hirohito únicament va contestar «per descomptat».

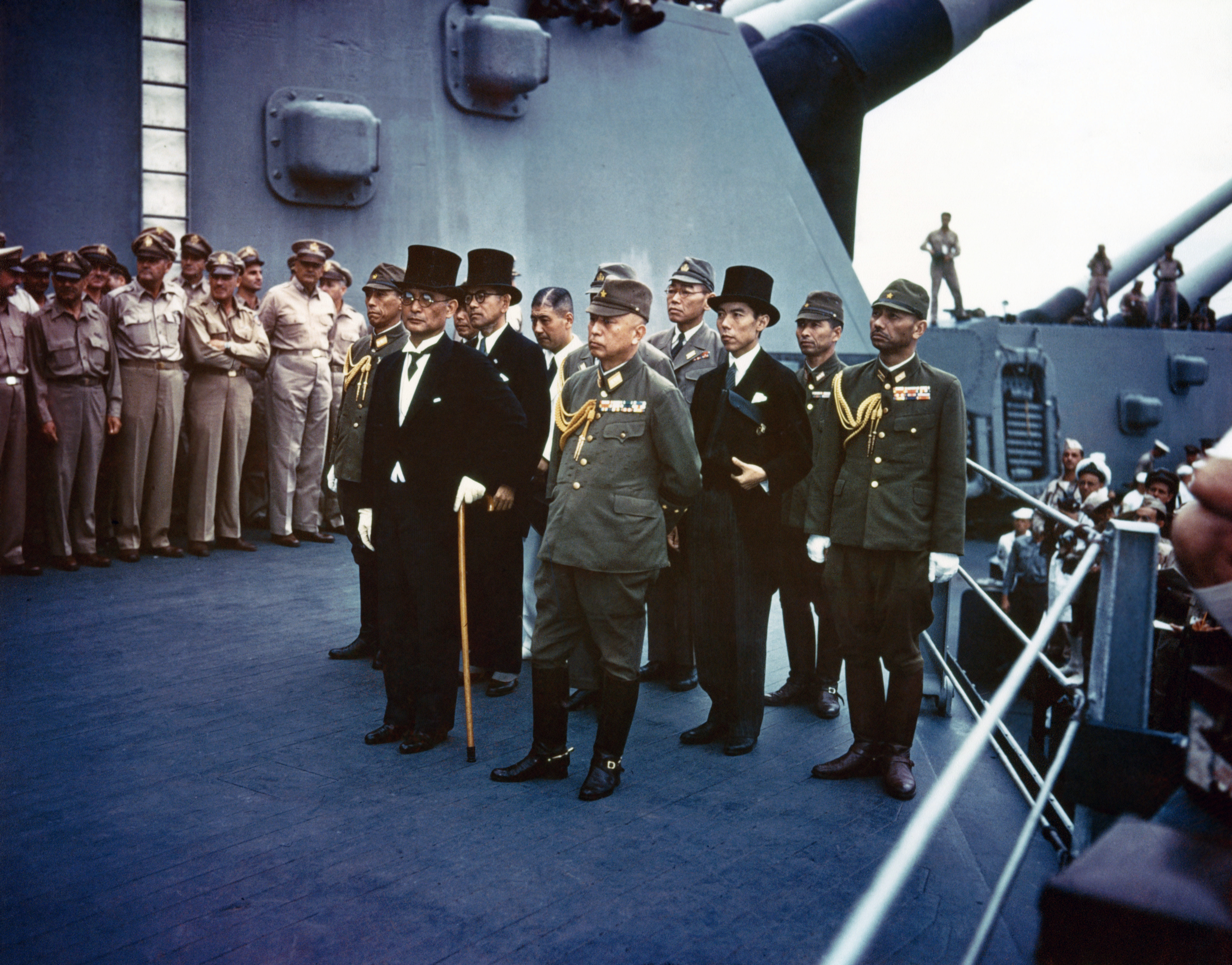
Els representants japonesos a bord del USS Missouri durant la cerimònia de rendició, el 2 de setembre del 1945.

Pel fet que els termes dels aliats semblaven deixar intacte el principi de preservació del tron japonès, Hirohito va gravar el 14 d'agost l'anunci de capitulació, que va ser retransmès a tota la nació l'endemà, no sense despertar una breu revolta dels militars oposats a aquesta decisió.
En aquest anunci, Hirohito es va referir a les bombes atòmiques:
| « | A més, l'enemic ha començat a utilitzar una bomba nova i summament cruel, amb un poder de destrucció incalculable i que acaba amb la vida de molts innocents. Si continuéssim la lluita, només aconseguiríem l'arrasament i el col·lapse de la nació japonesa, i això conduiria a la total extinció de la civilització humana. | » |

La rendició es va fer oficial el 2 de setembre de 1945 a bord del USS Missouri i va estar presidida pel general McArthur, Comandant Suprem de les forces aliades.
Un any després dels bombardejos, aproximadament 40.000 tropes d'ocupació es trobaven a Hiroshima i 27.000 a Nagasaki. Entre altres condicions de la rendició, els japonesos van admetre canvis constitucionals, l'ocupació del seu territori (l'illa d'Okinawa va romandre ocupada pels EUA fins al 1972), la instal·lació de nombroses bases militars i la prohibició de constituir un exèrcit propi. Recentment, aquestes sancions han començat a afrontar tímides modificacions.

### Comissió de Víctimes de la Bomba Atòmica

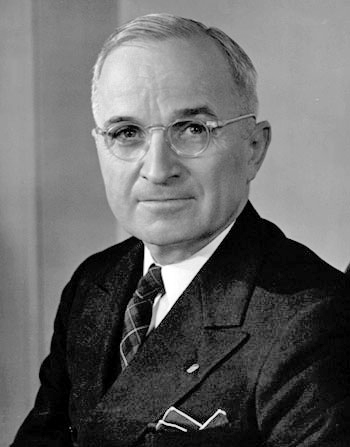
El President Harry Truman va prendre la decisió de llançar les bombes atòmiques, i així mateix va ordenar la creació de la Comissió de Víctimes de la Bomba Atòmica perquè s'investiguessin els seus efectes.

Durant la primavera del 1948 es va formar la Comissió de Víctimes de la Bomba Atòmica (ABCC per les seves sigles en anglès) per mandat presidencial de Harry Truman amb l'objectiu que l'Acadèmia Nacional de Ciències i el Consell d'Investigació Nacional dugueren a terme les investigacions necessàries per a determinar els efectes posteriors de la radiació entre els supervivents d'Hiroshima i Nagasaki. Entre les víctimes es van trobar una gran quantitat de víctimes no desitjades, com per exemple:
- Presoners de guerra aliats.
- Treballadors xinesos i coreans.
- Estudiants de Malàisia que estaven becats.
- Prop de 3.200 ciutadans nord-americà-japonesos.[81]

Una de les primeres accions de l'ABCC va ser la d'observar els resultats dels embarassos a Hiroshima i Nagasaki i comparats amb els d'una ciutat controlada experimentalment, Kure; l'objectiu era analitzar les condicions i estudiar els resultats amb els casos relacionats amb l'exposició a la radiació. Alguns autors asseguren que l'ABCC es va negar a proporcionar tractaments mèdics per als supervivents excepte en casos ja estudiats, i fins i tot alguns asseguren que l'atenció mèdica va ser negada per obtenir «millors resultats» en la recerca. El 1975, es va crear la Fundació per a la Investigació dels Efectes Radioactius (Radiation Effects Research Foundation) per assumir les responsabilitats de l'ABCC.

### Els supervivents

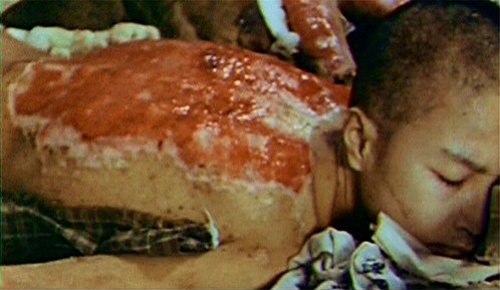
Fotografia de Sumiteru Taniguchi, supervivent de l'atac a Nagasaki, feta el gener del 1946. Actualment s'exhibeix al Museu de la Bomba Atòmica de Nagasaki.

Les persones supervivents dels bombardejos s'anomenen hibakusha (被 爆 者), una paraula japonesa que literalment significa "persona bombardejada". El 2008, 243.692 hibakusha eren reconeguts pel govern japonès, i la majoria vivien en el país. El govern, a més, assegura que l'1% d'aquests supervivents pateix alguna malaltia associada amb la radiació.
Els memorials construïts a Hiroshima i Nagasaki contenen llistes dels hibakusha que se sap que han mort després dels bombardejos. Les dades són actualitzades anualment durant l'aniversari dels bombardejos, i l'any 2008 els memorials contenien els noms de més de 400.000 hibakusha, 258.310 a Hiroshima i 145.984 a Nagasaki.
Un cas rellevant és el dels supervivents coreans. Durant la guerra van ser portades moltes lleves coreanes tant a Hiroshima com a Nagasaki per a treballs forçosos. D'acord amb algunes estimacions, al voltant del 10% dels morts en els bombardejos eren coreanes. S'estima, a més, que una de cada set de les víctimes d'Hiroshima tenia ascendència coreana. Durant molts anys els coreans van haver de lluitar perquè se'ls reconegués com a víctimes dels bombardejos i se'ls van negar subsidis per malaltia, situació que ha anat canviant lentament per la pressió de diverses demandes.
I, entre els casos excepcionals, cal esmentar les persones que van sobreviure als dos bombardejos. El 24 de març del 2009, el govern japonès va reconèixer Tsutomu Yamaguchi com un doble hibakusha. Yamaguchi va estar a una distància de 3 quilòmetres del punt zero a Hiroshima, on es trobava en un viatge de negocis, quan va detonar la bomba atòmica. Va patir severes cremades en el costat esquerre del cos. El 8 d'agost va tornar a la seva terra natal, Nagasaki, on es va exposar a la radiació residual de la bomba mentre buscava als seus familiars. Yamaguchi és el primer supervivent confirmat dels dos bombardejos. No obstant es calcula que hi ha hagut 160 persones en les mateixes circumstàncies.

### Danys per radioactivitat i efectes a llarg termini
Hi ha diverses causes d'irradiació, per ordre d'importància:
- Instantània, que és la principal, causada pels neutrons i els raig gamma. Generen una dosi letal al 50% de les persones exposades que estan a l'exterior.
- Activació neutrònica o induïda, menys important, ja que la bomba explotà a 500 metres del sòl.
- Irradiació per radionúclids produïts després de l'explosió i que retorna, per exemple, en forma de pluja negra amb cendra radioactiva.

Els signes d'irradiació han estat trobats en el 30% dels supervivents ferits a Hiroshima i Nagasaki i es calcula que va ser la responsable directa d'entre el 5% i el 15% dels morts que sovint presentaven la síndrome d'irradiació aguda. És difícil distingir les ferides per irradiació de les cremades comunes. A partir de 2,4 kilòmetres de l'hipocentre no s'observaren evidències d'efectes causats per les radiacions.
Els efectes de la irradiació en la salut, a llarg termini, es poden observar en l'increment de malalties com:
- Leucèmia: la taxa es va incrementar, amb un màxim l'any 1951, per desaparèixer el 1985. En total un 0,2% dels 50.000 supervivents irradiats.
- Càncer: en un total del 0,6% dels supervivents irradiats.
- Altres efectes: esterilitat, malformacions i altres patologies, del 0,5% a l'1%.

## Atomic Bomb Casualty Commission - ABCC
La Atomic Bomb Casualty Commission (Comissió de Víctimes de la Bomba Atòmica) va ser una comissió creada el 1946 d'acord amb una directriu presidencial de Harry S. Truman. L'únic objectiu de la comissió era investigar els supervivents de les bombes atòmiques, ja que creien que no tornarien a tenir aquesta oportunitat fins que es produís una altra guerra mundial.
Per això, aquesta comissió va investigar la salut dels Hibakusha, però no els va tractar. Els líders americans consideraven el tractament dels Hibakusha com un reconeixement de la responsabilitat per les seves ferides. Com a resultat, els Hibakusha es van sentir tractats com a conillets d'índies per la comissió ABCC.
La comissió ABCC també es va centrar en el districte de Nishiyama  de Nagasaki. Entre el hipocentre i Nishiyama hi havia muntanyes que van evitar que la radiació i la calor de l'explosió arribessin directament a Nishiyama, i no hi va haver danys. Però a causa de les cendres que queien i la pluja, es va descobrir que hi havia molta radiació present. Per això, després de la guerra, es van dur a terme estudis de salut sense informar la població sobre el seu objectiu. Inicialment, les investigacions a Nishiyama les va supervisar l'exèrcit nord-americà, però més tard es van transferir a la comissió ABCC.
Uns mesos després dels bombardeigs atòmics, les persones a Nishiyama van mostrar un augment significatiu en el nombre de glòbuls blancs. En els animals, la leucèmia pot aparèixer després de l'exposició de tot el cos, per això es volia investigar què passava en les persones. També es va detectar osteosarcoma en les persones després de la ingesta oral de material radioactiu. Segons el informe escrit per la comissió ABCC, per tant, els habitants del districte de Nishiyama, que no van ser afectats directament pels bombardeigs atòmics, eren una població ideal per observar els efectes de la radiació residual.
Els EUA van continuar la investigació sobre la radiació residual després que Japó es va convertir en independent, però els resultats mai es van comunicar als habitants de Nishiyama. Com a resultat, els habitants van continuar treballant en l'agricultura després de la Segona Guerra Mundial i el nombre de pacients amb leucèmia va augmentar, així com el nombre de morts.
Després dels bombardeigs atòmics, els científics japonesos volien investigar per ajudar a curar els hibakusha, però el SCAP no va permetre als japonesos investigar els danys causats per la bomba atòmica. Les regles, especialment fins a 1946, eren estrictes, cosa que va provocar un augment de les morts per radiació.
Si els Hibakusha es negaven a sotmetre's a exàmens mèdics rutinàries, l'ABCC amenaçava de portar-los davant del consell de guerra per crims de guerra. A més, quan els Hibakusha morien, l'ABCC visitava personalment les seves cases i retirava els seus cossos per a l'autòpsia. La comissió de l'ABCC també va intentar portar els cossos d'una parella de bessons nascuts morts per a la investigació. Es creu que almenys 1.500 òrgans van ser enviats a l'Armed Forces Institute of Pathology a Washington.

## Debat sobre els bombardejos
| «                                                             | La bomba atòmica va ser més que una arma d'una terrible destrucció, va ser una arma psicològica. | » |
| — Henry L. Stimson, Ex-Secretari de Guerra dels Estats Units. |                                                                                                  |   |

La importància dels bombardejos per aconseguir la rendició del Japó, així com la justificació ètica de l'acció dels Estats Units, durant dècades ha estat un tema de debat entre els acadèmics i el públic en general. J. Samuel Walker va escriure l'abril del 2005 un resum de la historiografia recent sobre el tema, i afirma que «sembla que la controvèrsia sobre l'ús de la bomba encara continua». Walker fa notar que «l'aspecte fonamental que ha dividit els acadèmics durant gairebé quatre dècades és sobre si l'ús de la bomba va ser necessària per a obtenir la victòria en la guerra al Pacífic en termes satisfactoris per als Estats Units».
Amb motiu del cinquantè aniversari dels bombardejos, el diari nord-americà The Seattle Times va classificar els debats de la següent manera:
- La bomba era necessària o estava justificada perquè:
  - Els japonesos havien demostrat una resistència quasi fanàtica, com els atacs kamikazes d'Okinawa, els suïcidis massius de Saipan o la lluita fins a pràcticament l'últim home a les illes del Pacífic. El bombardeig de Tòquio havia matat més de 100.000 persones sense efectes polítics, de manera que la bomba era necessària per a la rendició del país.
  - Amb només dues bombes construïdes i llestes per a usar-se, era massa arriscat «gastar-ne» una llançant-la sobre una àrea despoblada.
  - Una invasió al Japó hauria costat una gran quantitat de vides en els dos bàndols de tal manera que se superaria el nombre de morts d'ambdós bombardejos.
  - Ambdues ciutats haurien patit bombardejos incendiaris de qualsevol manera.
  - L'ús immediat de la bomba va convèncer el món del seu horror i es va dissuadir la seva utilització quan es van construir més bombes.
  - L'ús de la bomba va sorprendre també a la Unió Soviètica i la guerra va acabar tan ràpid que aquests no van poder demanar la invasió conjunta del Japó.

- La bomba no era necessària o no estava justificada perquè:
  - El Japó ja estava preparat per rendir-se abans dels bombardejos.
  - El rebuig nord-americà als termes de la rendició en no garantir la continuïtat de la figura de l'Emperador va prolongar la guerra innecessàriament.
  - Una explosió de demostració sobre la badia de Tòquio hauria servit per convèncer els líders dels efectes de la bomba sense morts innecessàries.
  - Fins i tot, si el bombardeig a Hiroshima hagués estat justificat, els Estats Units no van donar temps suficient als japonesos perquè reconsideressin l'abast de la bomba abans del segon bombardeig, a Nagasaki.
  - La bomba va ser llançada per justificar de manera parcial els 2 bilions de dòlars utilitzats en la seva fabricació.
  - Les ciutats tenien molt poc valor militar. Els civils estaven en una relació de cinc o sis per cada militar.
  - Se sacrificaren centenars de milers de vides de japonesos simplement per la lluita de poder polític entre l'URSS i els Estats Units.
  - El bombardeig incendiari podria haver causat molt més mal sense la necessitat de convertir els Estats Units en el primer país a utilitzar armes nuclears.

## Les ciutats bombardejades en l'actualitat

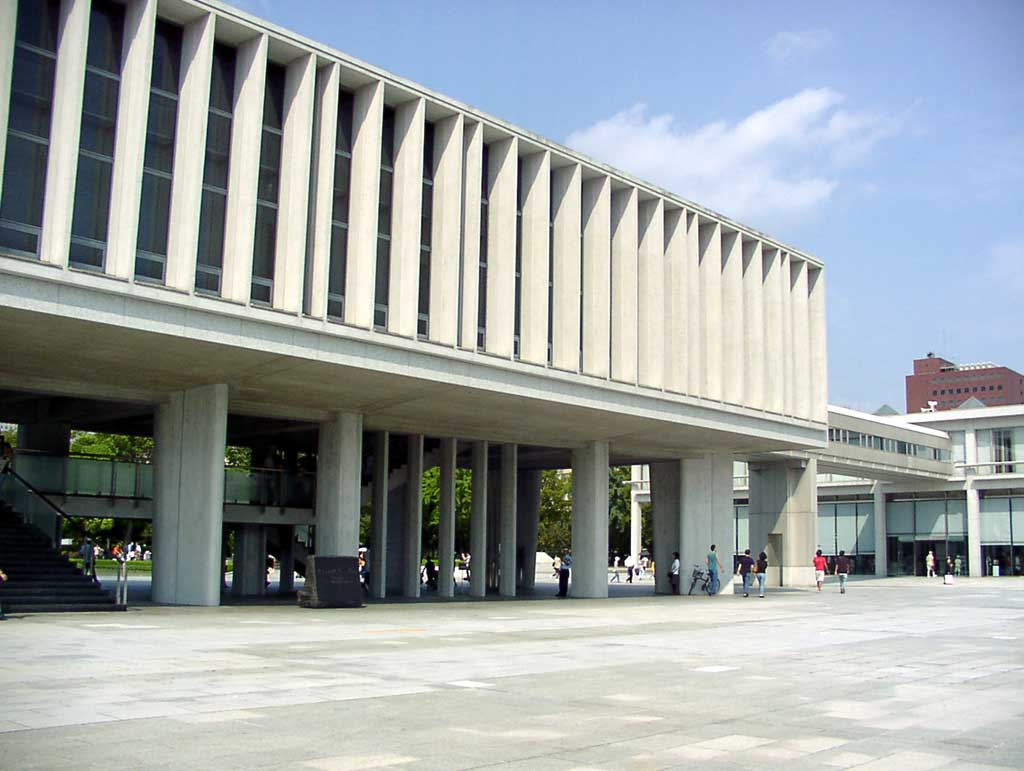
Vista exterior del Museu Memorial de la Pau d'Hiroshima.

Després de l'atac atòmic, Hiroshima va ser reconstruïda com una ciutat en memòria de la pau. El govern japonès va continuar demanant l'abolició de les armes atòmiques i a major escala per la pau mundial. El maig del 1949 el parlament japonès va declarar a Hiroshima com «Ciutat de pau» i Nagasaki com «Ciutat de la cultura internacional».
Tant a Hiroshima com a Nagasaki s'han erigit una gran quantitat de monuments, escultures, cerimonials i parcs per recordar i commemorar els esdeveniments de l'agost del 1945.
A Hiroshima destaquen:
- Parc Memorial de la Pau d'Hiroshima: El parc compta amb més de 120.000 metres quadrats de terreny. Aquesta zona, abans del bombardeig, era el cor polític i comercial de la ciutat. Quatre anys després de l'esdeveniment es va determinar que la zona allotjaria alguns edificis com a memorials de la pau.[110]
- Memorial de la Pau d'Hiroshima: També Cúpula Genbaku (原爆 ドーム), és un dels edificis que es va mantenir dempeus després de l'explosió.
- Museu Memorial de la Pau d'Hiroshima: En aquest lloc cada any (a excepció del 1950 que es va cancel·lar) es formula una Declaració de Pau per part de l'Alcalde de la ciutat.[111]
- Monument a la pau dels nens: Monument erigit en honor de Sadako Sasaki, una nena japonesa que va ser exposada a la radiació de la bomba als dos anys i als dotze va desenvolupar leucèmia. Amb el desig de viure, va començar el Senbazuru, antiga creença japonesa que en construir mil grues de paper es compleixen els desitjos de qui les fa. La nena va morir abans d'acabar les 1.000 grues però es va crear una associació per aconseguir els fons necessaris per erigir-ne un monument.[112]
- Saló Nacional a la Pau en Memòria per les Víctimes de la Bomba Atòmica d'Hiroshima.
- Castell Hiroshima: Castell japonès que va ser destruït durant el bombardeig. Va ser restaurat als anys 60.[113]

Entre d'altres, a Nagasaki es troben:
- Museu de la Bomba Atòmica de Nagasaki: Inaugurat el 1996 com a part dels projectes commemoratius del 50 aniversari del bombardeig.[114]
- Saló Nacional a la Pau en Memòria per les Víctimes de la Bomba Atòmica de Nagasaki.
- Parc de la pau de Nagasaki: Ubicat a la part baixa d'un turó, al nord de l'hipocentre; va ser construït per a representar el desig de la pau mundial. Una de les seves principals característiques és una estàtua creada per l'escultor SEIB Kitamura de 9,7 metres d'alçada, que simbolitza el desig dels habitants de Nagasaki per aconseguir la pau. Cada 9 d'agost es fa una declaració de pau al món davant l'estàtua.[115]
- Catedral Urakami: La catedral va ser un dels edificis destruïts durant el bombardeig i només un dels seus murs es va mantenir dempeus. Va ser reconstruïda el 1959 i als seus voltants hi ha diversos objectes que van sobreviure a l'explosió.[116]

## Els bombardejos en la cultura popular

### Música
El 1959, Krzysztof Penderecki va compondre una composició musical titulada Plany a les Víctimes d'Hiroshima per a 52 instruments de corda fregada, la qual va obtenir el tercer premi en la Competició de Composició Grzegorz Fitelberg a Katowice el 1960. L'obra va despertar ràpidament un enorme interès per a tot el món i el va fer famós. És una obra dissonant, que dona feina quarts de to per aconseguir la hipertonalitat i busca la consecució de textures mitjançant una sèrie d'efectes en les cordes. El 12 d'octubre del 1964, Penderecki va escriure: «Vaig deixar al tren expressada la meva ferma creença que el sacrifici d'Hiroshima mai serà oblidat i abandonat».
El cantant i actor Ney Matogrosso escrigué i canta Rosa d'Hiroshima.
El grup OMD (Orchestral Manoeuvres In The Dark)Va escriure una cançó sobre el B-29 Enola Gay, titulada amb el nom d'aquest

### Pel·lícules
Els bombardejos d'Hiroshima i Nagasaki han estat abordats en el cinema a través de diferents punts de vista.
Hiroshima Mon Amour, del director Alain Resnaus va ser una pel·lícula del 1959, la trama s'ubica a la Hiroshima de la postguerra, on una actriu francesa i un japonès d'Hiroshima comparteixen records de la guerra des dels seus punts de vista. La pel·lícula Pluja Negra (Kuroi Ame) de Shohei Imamura del 1989 mostra els efectes socials dels bombardejos derivats dels efectes secundaris de la radiació. Encara que la trama de la pel·lícula està basada en fets posteriors al bombardeig, al llarg de la pel·lícula es presenten imatges del bombardeig. Rapsòdia en agost (Hachi-gatsu no kyōshikyoku), penúltima pel·lícula de Akira Kurosawa (1991), se centra en la relació que tenen diferents generacions d'ambdós països davant el record del bombardeig de Nagasaki. També destaca la pel·lícula nord-americana Creadors d'ombres de Roland Joffe del 1989, en la qual es recrea en el Projecte Manhattan i la relació entre els investigadors que van portar el desenvolupament de les bombes atòmiques.

### Documentals
Immediatament després d'acabada la guerra, la United States Army Signal Corps organitzà una missió per avaluar els danys ocasionats durant els bombardejos. Durant aquesta missió es va gravar The Atom Strikes!, un documental que comença amb la imatge de l'explosió de la prova reeixida a Los Alamos i posteriorment ressenya els danys observats en les estructures d'ambdues ciutats. Un altre documental a manera de propaganda va sorgir un any després, el 1946, A Tale of Two Cities, produït pel Departament de Guerra dels Estats Units.
Entre documentals moderns destaquen Trinity and Beyond de Peter Kuran (1995), Hiroshima de Paul Wilmshurst (1996), Hellfire: A Journey from Hiroshima de 1986, The Mushroom Club de Steven Okazaki (2005) i White Light/Black Rain: The Destruction of Hiroshima and Nagasaki, documental de HBO el 2007.

### Manga
El gènere del manga també ha tractat el tema dels bombardejos i destaquen dos d'històries inspirades en aquests fets. La primera d'elles, Hiroshima (Hadashi no gen), es va produir el 1983, i està basada en la història de Gen, un noi de sis anys que viu amb la seva família a Hiroshima en els dies del bombardeig i les seves conseqüències. La història està escrita a manera d'una autobiografia de l'autor, l'escriptor Keiji Nakazawa. També és notable Yūnagi no machi, sakura no Kuni, un manga escrit i il·lustrat per Fumiya Kono que explica la història d'una família de supervivents al bombardeig d'Hiroshima, i protagonitzada per una noia de vint anys anomenada Minami Hirano.

### Fotografia
A The Photobook: A History, Vol. 1, Martin Parr i Gerry Badger van escriure "Aquests tres llibres, juntambent amb el reportatge simbòlic de Kikuji Kawada a Chizu (The Map, 1965), constitueixen els homenatges més rellevants a l'esdeveniment que va marcar la història del Japó del segle xx."
- Chizu (地図

) = The Map (1965) de Kikuji Kawada.:286
- Hiroshima (ヒロシマ

) (1958) de Ken Domon.:274
- Hiroshima-Nagasaki Document 1961 de Shomei Tomatsu i Ken Domon.[123]:274
- "11 ji 02 fun" Nagasaki (＜11時02分＞Nagasaki

, "11:02" Nagasaki) (1966) de Shomei Tomatsu.:274